# Asociación Filipina de Antropología
La Asociación Filipina de Antropología (en filipino: Ugnayang Pang·aghamtao o UGAT; en inglés: Anthropological Association of the Philippines) es la organización nacional en Filipinas de académicos y profesionales en el campo de la antropología.
Ha publicado la revista académica Aghamtao (en español: Antropología) desde 1978.

## Historia
Como muchas otras organizaciones y personas no completamente alineadas con los programas del gobierno actual en Filipinas, ha sido asociada, incluso en las redes sociales, con la corriente marxista-leninista-maoísta en el país. Tales acusaciones, referidas como ejemplos de macartismo filipino (en inglés: red-tagging), históricamente han tenido consecuencias perniciosas para los acusados.